# Pemphredon wesmaeli
Pemphredon wesmaeli är en stekelart som först beskrevs av Ferdinand Morawitz 1864.
Pemphredon wesmaeli ingår i släktet Pemphredon och familjen Crabronidae. Arten är reproducerande i Sverige.